# BaseN

BaseN logo

BaseN is een Fins bedrijf dat diensten aanbiedt voor het beheer van netwerken en het meten van het dataverkeer dat hierin plaatsvindt. Het werd in 2001 opgericht door de huidige CEO en directeur Pasi Hurri en andere Finse internetpioniers. Zowel in als buiten Finland is BaseN snel gegroeid. Een van de bedrijfsleden is de bekende internetpionier Johan Helsingius. Het hoofdkantoor staat in Espoo, Finland, en zijn er vestigingen in Atlanta, Sunnyvale (Verenigde Staten) en Amsterdam.

## Prijzen
In 2005 kreeg BaseN de prijs van Deloitte & Touche voor het snelst groeiende Finse technologiebedrijf.   